# Ceraeochrysa discolor
Ceraeochrysa discolor är en insektsart som först beskrevs av Navás 1914.  Ceraeochrysa discolor ingår i släktet Ceraeochrysa och familjen guldögonsländor. Inga underarter finns listade i Catalogue of Life.